# Jean Wertheimer
 (janvier 2022).
Si vous disposez d'ouvrages ou d'articles de référence ou si vous connaissez des sites web de qualité traitant du thème abordé ici, merci de compléter l'article en donnant les références utiles à sa vérifiabilité et en les liant à la section « Notes et références ».
Pour les articles homonymes, voir Wertheimer.
Jean Wertheimer, né à Belmont-sur-Lausanne le 24 juillet 1933 et mort à Lausanne le 22 septembre 1999, est un médecin psychogériatre suisse.

## Biographie
Jean Wertheimer,,, ayant obtenu sa maturité au collège de Saint-Maurice (Valais) commence ses études de médecine en 1954 à l'université de Lausanne où il obtient son diplôme en 1961. La même année, il devient assistant à la clinique psychiatrique universitaire de Lausanne. En 1964 il fait un stage aux États-Unis, à Boston au Lemuel Schattuck Hospital en tant que résident, et au Massachusetts General Hospital en tant que fellow. Retourné à Lausanne, il obtient son doctorat en 1965. En 1967 il est nommé chef de clinique dans l’équipe du professeur Christian Müller à la clinique psychiatrique universitaire de Lausanne, et en 1974 privat-docent de la faculté de médecine de Lausanne.
Jean Wertheimer rejoint l’hôpital gériatrique de Cery dirigée par Jean-Louis Villa, et en reprend, après le décès de celui-ci, la direction avec le titre de médecin-chef en 1970. Il est nommé professeur de psychogériatrie en 1989.
L’Association alzheimer Suisse lui attribue son prix de recherche en 1996 et l’OMS reconnaît son service comme centre collaborateur de l'OMS en psychogériatrie. Il est notamment président de la Fondation suisse d'alzheimer (1987-1988), de l’Association Alzheimer Suisse (1988-1990), de la Société suisse de gérontologie (1988-1989), de l’Association suisse de psychiatrie gériatrique (1991-1995).
Il organise à Lausanne trois conférences de consensus, concernant la psychogériatrie (1996), l’organisation des soins (1997) et l’enseignement (1998). En 1999, l’International Psychogériatric Association lui décerne son prix, qu'il ne recevra pas, décédant 8 jours auparavant.

## Publications
Jean Wertheimer est l’auteur de nombreuses publications. Ses archives sont conservées aux Archives cantonales vaudoises.

## Sources
Fonds : Wertheimer (Jean) (1933-1999) [177 boîtes, 83 classeurs et 5 volumes reliés ; 30,40 mètres].  Cote : CH-000053-1 PP 676. Archives cantonales vaudoises (présentation en ligne).